# 日根野国景
日根野 国景（ひねの くにかげ）は、戦国時代に和泉国で活動した武士。

## 概要
応仁元年（1467年）4月8日には畠山政長から書状を送られている。文明16年（1485年）12月7日には和泉上守護代・宇高光成とやりとりをしている。他にも和泉上守護の細川常有からの書状も伝わっている。